# Robert Thomas
Robert Thomas, född 2 juli 1999, är en kanadensisk professionell ishockeyforward som spelar för St. Louis Blues i NHL.
Han har tidigare spelat för Hamilton Bulldogs och London Knights i OHL.

## Klubblagskarriär

### NHL

#### St. Louis Blues
Han draftades i första rundan i 2017 års draft av St. Louis Blues som 20:e spelare totalt.
Thomas vann Stanley Cup med St. Louis Blues säsongen 2018–19.

## Statistik
| 2014–2015  | York Simcoe Express | ETA        | 34  | 18 | 27  | 45  | 22  | —  | —  | —  | —  | —  |
| 2015–2016  | London Knights      | OHL        | 40  | 3  | 12  | 15  | 0   | 15 | 1  | 4  | 5  | 2  |
| 2016–2017  | London Knights      | OHL        | 66  | 16 | 50  | 66  | 26  | 14 | 3  | 9  | 12 | 6  |
| 2017–2018  | London Knights      | OHL        | 27  | 20 | 26  | 46  | 18  | —  | —  | —  | —  | —  |
|            | Hamilton Bulldogs   | OHL        | 22  | 4  | 25  | 29  | 19  | 21 | 12 | 20 | 32 | 14 |
| 2018–2019  | St. Louis Blues     | NHL        | 70  | 9  | 24  | 33  | 14  | 21 | 1  | 5  | 6  | 10 |
| 2019–2020  | St. Louis Blues     | NHL        | 66  | 10 | 32  | 42  | 18  | 8  | 1  | 2  | 3  | 2  |
| 2020–2021  | St. Louis Blues     | NHL        | 33  | 3  | 9   | 12  | 10  | 4  | 0  | 3  | 3  | 2  |
| 2021–2022  | St. Louis Blues     | NHL        | 72  | 20 | 57  | 77  | 16  | 12 | 2  | 4  | 6  | 10 |
| 2022–2023  | St. Louis Blues     | NHL        | 73  | 18 | 47  | 65  | 22  | —  | —  | —  | —  | —  |
| 2023–2024  | St. Louis Blues     | NHL        | 82  | 26 | 60  | 86  | 48  | —  | —  | —  | —  | —  |
| NHL totalt | NHL totalt          | NHL totalt | 396 | 86 | 229 | 315 | 218 | 45 | 4  | 14 | 18 | 24 |
| OHL totalt | OHL totalt          | OHL totalt | 155 | 43 | 113 | 156 | 63  | 50 | 16 | 33 | 49 | 22 |

### Internationellt
| Källa: Uppdaterad: 2018-10-05 | Källa: Uppdaterad: 2018-10-05 | Källa: Uppdaterad: 2018-10-05 |         | Utv = Utvisningsminuter | Utv = Utvisningsminuter | Utv = Utvisningsminuter | Utv = Utvisningsminuter | Utv = Utvisningsminuter |
| År                            | Lag                           | Mästerskap                    | Matcher | Mål                     | Assists                 | Poäng                   | Utv                     |                         |
| ----------------------------- | ----------------------------- | ----------------------------- | ------- | ----------------------- | ----------------------- | ----------------------- | ----------------------- | ----------------------- |
| 2018                          | Kanada                        | JVM                           | 7       | 1                       | 5                       | 6                       | 0                       |                         |
| Junior totalt                 | Junior totalt                 | Junior totalt                 | 7       | 1                       | 5                       | 6                       | 0                       |                         |